# Laid-Back radio
『Laid-Back radio』（レイドバック ラジオ）はJFN系列で放送のラジオ番組。2024年4月1日より放送開始（放送基準日に則ったもの。放送局により放送日は異なる）。パーソナリティはAimer。

## 概要
シンガーのAimerのベールに包まれた素顔を伝えていくのんびり、ゆったりとしたトーク番組。
これまでラジオのコーナーやマンスリー番組の担当はあったが、地上波ラジオのレギュラーはAimerにとって初めてである。
SNSのハッシュタグは「#えめらじ」。
エフエム高知（HI-SIX）での放送後にはアフタートークを配信している。

## コーナー
ふつおた・お悩み相談
Aimerへのメッセージなどに答えていくコーナー。
Aimerに言ってもらいたい言葉
タイトル通り、Aimerに言ってもらいたい言葉を紹介するコーナー。

## ゲスト
- 日にちは放送基準日に準拠。

2024年
- 5月27日、6月3日 - 今泉力哉[4]

## ネット局
2025年1月現在。放送時間の早い順に記載。全局、「radiko」・「radikoプレミアム」で聴取可能。現在30局で放送。

### 現在
| 放送対象地域   | 放送局名                                    | 放送時間                                                                      | 放送期間                  | 備考 |
| -------------- | ------------------------------------------- | ----------------------------------------------------------------------------- | ------------------------- | ---- |
| 高知県         | エフエム高知（Hi-Six）                      | 毎週月曜日 10:30 - 10:55                                                      | 2024年4月1日 -            |      |
| 山口県         | エフエム山口（FMY）                         | 毎週月曜日 20:30 - 21:00                                                      | 2024年4月1日 -            |      |
| 新潟県         | エフエムラジオ新潟（FM-NIIGATA）            | 毎週月曜日 21:30 - 21:55                                                      | 2024年4月1日 -            |      |
| 宮崎県         | エフエム宮崎（JOY FM）                      | 毎週月曜日 21:30 - 21:55                                                      | 2024年4月1日 -            |      |
| 山形県         | エフエム山形（Rhythm Station）              | 毎週火曜日 21:30 - 21:55                                                      | 2024年4月2日 -            |      |
| 大分県         | エフエム大分（Air-Radio FM88）              | 毎週火曜日 21:30 - 21:55                                                      | 2024年4月2日 -            |      |
| 三重県         | 三重エフエム放送（レディオキューブ FM三重） | 毎週水曜日 20:30 - 21:00                                                      | 2024年4月3日 -            |      |
| 青森県         | エフエム青森（FM青森）                      | 毎週水曜日 20:30 - 20:55                                                      | 2024年4月3日 -            |      |
| 沖縄県         | エフエム沖縄（FM沖縄）                      | 毎週水曜日 21:25 - 21:55                                                      | 2024年4月3日 -            |      |
| 兵庫県         | 兵庫エフエム放送（Kiss FM KOBE）            | 毎週水曜日 21:30 - 21:55                                                      | 2024年4月3日 -            |      |
| 長崎県         | エフエム長崎（FM Nagasaki）                 | 毎週水曜日 21:30 - 21:55                                                      | 2024年4月3日 -            |      |
| 富山県         | 富山エフエム放送（FMとやま）                | 毎週水曜日 21:30 - 22:00                                                      | 2024年4月3日 -            |      |
| 愛知県         | エフエム愛知（FM AICHI）                    | 毎週木曜日（水曜日深夜） 2:00 - 2:30                                          | 2024年6月6日（5日深夜） - |      |
| 岩手県         | エフエム岩手（FM岩手）                      | 毎週木曜日 19:00 - 19:30                                                      | 2024年4月4日 -            |      |
| 徳島県         | エフエム徳島（FM徳島）                      | 毎週金曜日 11:30 - 11:55                                                      | 2024年4月5日 -            |      |
| 石川県         | エフエム石川（HELLO FIVE、FM石川）          | 毎週金曜日 16:25 - 16:50                                                      | 2024年4月5日 -            |      |
| 香川県         | エフエム香川（FM香川）                      | 毎週金曜日 19:00 - 19:30                                                      | 2024年4月5日 -            |      |
| 群馬県         | エフエム群馬（FM GUNMA）                    | 毎週金曜日 21:00 - 21:30                                                      | 2024年4月5日 -            |      |
| 広島県         | 広島エフエム放送（HFM、広島FM）             | 毎週金曜日 21:30 - 21:55                                                      | 2024年4月5日 -            |      |
| 鳥取県・島根県 | エフエム山陰（FM山陰、V-air）               | 毎週土曜日 8:00 - 8:30                                                        | 2024年4月6日 -            |      |
| 福島県         | エフエム福島（ふくしまFM）                  | 毎週土曜日 8:30 - 8:55                                                        | 2024年4月6日 -            |      |
| 岡山県         | 岡山エフエム放送（FM OKAYAMA、FM岡山）      | 毎週土曜日 9:00 - 9:30                                                        | 2024年4月6日 -            |      |
| 熊本県         | エフエム熊本（FMK、エフエム・クマモト）     | 毎週土曜日 9:30 - 9:55                                                        | 2024年4月6日 -            |      |
| 福井県         | 福井エフエム放送（FM福井）                  | 毎週土曜日 19:30 - 20:00                                                      | 2024年4月6日 -            |      |
| 長野県         | 長野エフエム放送（FM長野）                  | 毎週日曜日（土曜日深夜） 0:00 - 0:30                                          | 2024年4月7日（6日深夜） - |      |
| 佐賀県         | エフエム佐賀（FM佐賀）                      | 毎週日曜日（土曜日深夜） 0:00 - 0:30                                          | 2024年4月7日（6日深夜） - |      |
| 東京都         | エフエム東京（TOKYO FM、TFM）               | 毎週日曜日（土曜日深夜） 4:30 - 5:00） 毎週日曜日 5:30-5:55（2024年10月より） | 2024年4月6日 -            |      |
| 宮城県         | エフエム仙台（Date fm）                     | 毎週日曜日 9:30 - 9:55                                                        | 2024年4月7日 -            |      |
| 栃木県         | エフエム栃木（RADIO BERRY）                 | 毎週日曜日 18:00 - 18:30                                                      | 2024年4月7日 -            |      |
| 滋賀県         | エフエム滋賀（e-radio）                     | 毎週日曜日 18:00 - 18:30                                                      | 2024年4月7日 -            |      |
| 岐阜県         | エフエム岐阜（FM GIFU）                     | 毎週日曜日 18:00 - 18:30                                                      | 2024年4月7日 -            |      |